# مورچه‌گیرک اسکلیتر
مورچه‌گیرک اسکلیتر (نام علمی: Myrmotherula sclateri) نام یک گونه از سرده مورچه‌گیرک‌ها است.